# Spjälkö och Saxemara
Spjälkö och Saxemara är sedan 2015 en av SCB avgränsad och namnsatt tätort i södra Ronneby kommun i Blekinge län. 
Före 2015 hade SCB för bebyggelsen i den nordöstra delen och kring kyrkbyn Saxemara avgränsat två småorter namnsatta till Saxemara respektive Saxemara (södra delen). Från år 2015 är området istället avgränsat till en och samma tätort som omfattar de områdena samt den tidigare småorten Spjälkö och Saxemaranäs.

## Befolkningsutveckling
| Befolkningsutvecklingen i Spjälkö och Saxemara 2015–2020                               | Befolkningsutvecklingen i Spjälkö och Saxemara 2015–2020 | Befolkningsutvecklingen i Spjälkö och Saxemara 2015–2020 | Befolkningsutvecklingen i Spjälkö och Saxemara 2015–2020 | Befolkningsutvecklingen i Spjälkö och Saxemara 2015–2020 |
| -------------------------------------------------------------------------------------- | -------------------------------------------------------- | -------------------------------------------------------- | -------------------------------------------------------- | -------------------------------------------------------- |
|                                                                                        |                                                          |                                                          |                                                          |                                                          |
| År                                                                                     |                                                          |                                                          | Folkmängd                                                | Areal (ha)                                               |
| 2015                                                                                   | 2015                                                     |                                                          | 429                                                      | 210                                                      |
| 2020                                                                                   | 2020                                                     |                                                          | 471                                                      | 212                                                      |
| Anm.: Ny tätort 2015, som också omfattar den tidigare småorten Spjälkö och Saxemaranäs |                                                          |                                                          |                                                          |                                                          |

Var före 2015 två småorter som år 2010 hade 220 invånare på en yta av 39 hektar.

## Samhället och bebyggelsen
I Saxemara ligger Saxemara kyrka och Saxemara båtvarv där det senare utgör en del av verksamheten vid Blekinge museum som en levande kulturmiljö. Vid båtvarvet tillverkas träbåtar efter traditionella metoder. Saxemara har också två badstränder som kallas yttre och inre badstranden.